# Once Upon a Dream
Once Upon a Dream är ett musikalbum av The Rascals som lanserades i februari 1968 på Atlantic Records. Det var gruppens fjärde album, och det första där man kortat gruppnamnet från The Young Rascals till The Rascals. I en intervju med gruppens sångare Felix Cavaliere i Melody Maker sade han att albumet var mycket inspirerat av The Beatles Sgt. Pepper's Lonely Hearts Club Band. Albumet blev inte lika framgångsrikt som det föregående Groovin' , men en av albumets singlar "It's Wonderful" blev en ganska stor hit och tog sig upp på plats #20 på Billboard Hot 100.

## Låtlista
(alla låtar komponerade av Felix Cavaliere och Eddie Brigati, utom spår fem som skrevs av Gene Cornish)
1. "Intro: Easy Rollin'" – 3:14
2. "Rainy Day" – 3:39
3. "Please Love Me" – 2:03
4. "It's Wonderful" – 3:24
5. "I'm Gonna Love You" – 2:33
6. "My Hawaii" – 4:13
7. "My World" – 2:54
8. "Silly Girl" – 2:42
9. "Singin' The Blues Too Long" – 5:10
10. "Sattva" – 4:23
11. "(Finale): Once Upon a Dream" – 3:53

## Listplaceringar
- Billboard 200, USA: #9[2]
- Billboard R&B Albums: #7